# Батьківський університет
Батькі́вський університе́т — у СРСР одна з форм роботи з батьками учнів.
Метою батьківського університету є подання допомоги батькам у вихованні дітей шляхом педагогічної пропаганди.
Батьківський університет організуються при школах, відділах народної освіти, Товариствах для поширення політичних і наукових знань та різних громадських установах.
Робота батьківського університету провадиться шляхом читання циклу лекцій на педагогічні і суспільно-політичні теми за певними програмами, організації семінарів, консультацій тощо. В Україні батьківські університети створено в багатьох обласних і районних центрах.